# Culann
Nel Ciclo dell'Ulster della mitologia irlandese Culann è un fabbro, la cui casa è protetta da un feroce cane da guardia. 
Una volta egli invita a cena Conchobar mac Nessa, re dell'Ulster. Quest'ultimo mentre si reca al banchetto rimane così impressionato dalla bravura del nipote Sétanta nel giocare a hurling che lo invita ad unirsi alla serata. Il giovane promette di raggiungerli appena finita la partita. 
Il banchetto intanto deve iniziare e Culann chiede a Conchobar se devono aspettare qualcun altro. Il re si dimentica dell'invito fatto al nipote e così il padrone di casa libera il suo cane da guardia. 
Quando Sétanta arriva è costretto per difendersi ad uccidere l'animale, e per compensare il danno fatto al fabbro si offre in vece del cane fino a che non potrà sdebitarsi adeguatamente. Per questo da quel momento il suo nome diventerà "Il Mastino di Culann", Cú Chulainn.